# Liste de coopératives
Liste de coopératives  triées géographiquement :

(Pour les coopératives de production, voir la liste de coopératives de production.)

## Europe

### Angleterre
- Équitables Pionniers, 1844

### Belgique
- Cociter, fournisseur d'électricité verte.
- Energie 2030, fournisseur d’électricité verte.
- Neibo, fournisseur de téléphonie mobile.
- NewB, banque et assurance.
- Nubo, hébergement du courrier électronique et d'espace cloud.

### France
- Acome, fabricant de câble pour l'industrie, 1932 (SCOP SA)
- agyRem Conseil, coopérative de conseil, 2009 (SCOP)
- Alma, entreprise de services du numérique, 1979 (SCOP SA)
- Alternatives économiques, mensuel de presse économique, 1980 (SCOP SA)
- Ambiance bois, constructeur de maisons bois et fabricant de produits bois pour l'aménagement intérieur et extérieur de la maison, 1988 (SAPO SA)
- Association des ouvriers en instruments de précision, 1896 - 2003 (SCOP)
- Banques populaires, services financiers, 1885
- Biocoop, distributeur de produits biologiques, 2002
- Blast, web TV, 2021 (SCIC)
- Bouyer Leroux, production de matériaux de construction, transmission en Scop, 1980 (SCOP SA)
- Brasserie Tri Martolod, brasserie, 1999 (SCOP)
- Caisse d’épargne, services financiers, 1818
- Caisses régionales de Crédit agricole, services financiers,
- C'est qui le Patron ?!, 2016 (SCIC SAS)
- CAPSERVAL Coopérative agricole régionale des producteurs de l'Yonne
- Cave de Tain, vin, 1933 (SCA)
- Ceralep SN, fabricant de pièces isolantes en céramique, 2004 (SCOP SA)
- CEREPY Coopérative agricole régionale des producteurs de l'Yonne
- Cheminées Godin
- Cité de la création, 1986
- Citiz, 2002 (réseau de SCIC)
- Cocooning Services Coopérative associative d'aide à domicile du Nord, 2013
- Coop Atlantique, coopérative de distributeurs, 1881 (coopérative de consommateurs)
- Crédit coopératif, services financiers, 1893
- Crédit mutuel, services financiers, 1882
- Duralex SCOP SA, production de vaisselle en verre trempé, 2024 (SCOP SA)
- Enercoop, fournisseur d'électricité, 2005 (SCIC SA)
- Ethiquable, fabrication de chocolat et produits de confiserie, 2003 (SCOP SA)
- Friche Belle de Mai, tiers-lieu, 2007 (SCIC)
- GRAP, Groupement Régional Alimentaire de Proximité, 2012 (SCIC, CAE)[1]
- Groupe CCPA, 1966
- Groupe Up, 1964 (SCOP SA)
- Habitats solidaires, 2003 (SCIC SA)
- Heredis, édition de logiciels de généalogie, transmission en Scop en 2014 (SCOP SARL)
- L'Âge de faire, mensuel, 2011 (SCOP SARL)
- L'Après M, restaurant, 2022 (SCIC SAS)
- L'Atelier Paysan, 2011 (SCIC)
- La coop des masques, bretonne et solidaire, fabricant de masques FFP2, 2020 - 2022 (SCIC SA)
- La Musardine, librairie et maison d'édition érotique, transmission en Scop en 2021 (SCOP SARL)
- La Nef, services financiers, 1988
- Le Journal toulousain (News Media 3.1), hebdomadaire régional, 2014 (SCOP SARL)
- Le Passager Clandestin, maison d'édition, transmission en Scop en 2021 (SCOP SARL)
- Le Relais, collecte, réemploi et recyclage de textiles, 1984 (SCOP SA)
- Les oiseaux de passage, plateforme de voyage, 2016 (SCIC SARL)
- Les Vignerons libres, cave viticole, 1905
- Librairie L'Atalante, librairie et maison d'édition, transmission en Scop en 2012 (SCOP SARL)
- Librairie Les Volcans, librairie, 2014 (SCOP SARL)
- Macoretz, entreprise générale de bâtiment, 1986 (SCOP SA)
- Mobicoop, mobilité partagée, 2018 (SCIC SAS)
- Moulin Roty, fabrication de jeux et de jouets, 1980 (SCOP SA)
- Nouvelle Imprimerie Laballery, imprimerie, 1993 (SCOP SA)
- Ôkhra, 2004 (SCIC)
- Railcoop, transport ferroviaire, 2019 (SCIC SA)
- Regards, journal, en SCOP depuis 2003
- Scop-TI, transformation de thé et café, 2014 (SCOP SA)
- Smart, coopérative de travail indépendant[2] en France depuis 2007, SCIC[3] depuis 2013.
- Sporting Club de Bastia, club de football, 2019 (SCIC SA)
- Synergy, sous-traitant industriel, 2015 (SCOP SA)
- Titi Floris, entreprise de transport de personnes en situation de handicap, 2006 (SCOP SA)
- Union Technique du Bâtiment, bâtiment second oeuvre, 1933 (SCOP SA)
- Verrerie ouvrière d'Albi, fabricant de bouteille en verre, 1896 - 1989 (SCOP)
- Voxeurop, transformation d'association en Scop en 2017 puis en Scic en 2019 (SCIC)

### Suisse
- Coop (Suisse) coopérative d'alimentation
- CODHAVA, coopérative d'habitation du Château de Corcelles-sur-Chavornay
- Landi, ensemble de sociétés anonymes et de coopératives agricoles regroupées au sein de la coopérative fenaco
- La Mobilière, coopérative d'assurance
- Migros, coopérative d'alimentation
- Mobility, coopérative de services de mobilité
- Mutuelle Vaudoise, coopérative d'assurance
- Raiffeisen, coopérative bancaire
- SCHL - Société Coopérative d'Habitation Lausanne
- Ciguë, coopérative d'habitation pour étudiants Genève.

## Amérique

### États-Unis
- Blue Diamond Growers
- Capitol Hill Babysitting Co-op

### Québec
- Mouvement Desjardins (Caisses populaires Desjardins) : Coopérative d'épargne
- Fédération des coopératives funéraires du Québec
- Réseau Coopsco Coopératives en milieu scolaire
- Le mouvement québécois des coopératives d'habitation
- La Coop fédérée : Coopérative agricole
- CFO : Coopérative funéraire de l'Outaouais
- Coopérative des paramédics de l'Outaouais
- RE/MAX Vision Coop, courtier immobilier
- Mountain Equipment Co-op (MEC) : Coopérative d'équipements sportifs
- Groupe Promutuel : Sociétés mutuelles d'assurance générale